# 宁全福
宁全福（？—），男，中华人民共和国政治人物，曾任河北省人大常委会副主任，第七、八届全国人大代表。